# Cristo de La Laguna

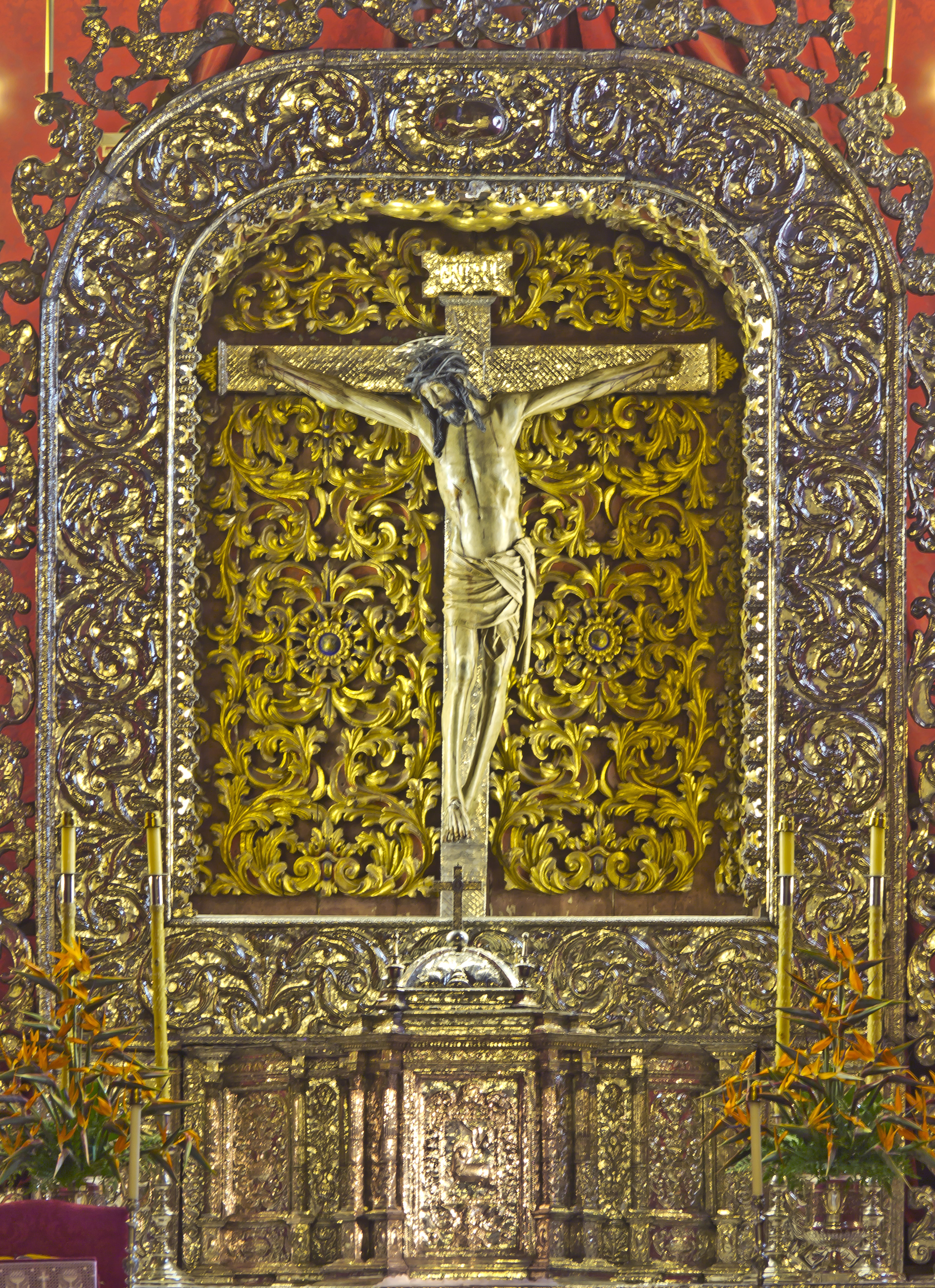
Cristo de La Laguna

Das Santísimo Cristo de La Laguna ist ein großes Kruzifix, das sich im Real Santuario del Santísimo Cristo de La Laguna in San Cristóbal de La Laguna auf Teneriffa, Spanien befindet.
Das Bildnis Christi ist ein gotisches Werk aus dem 16. Jahrhundert. Eine ganz besondere  Holzschnitztechnik und ein ganz besonderer Stil lassen dieses Abbild des Erlösers für die Laguneros und alle Canarios zu etwas Einzigartigem werden. Es wird erzählt, dass dieses Bild 1520 auf Bitten des damaligen Statthalters Alonso Fernández de Lugo auf die Insel Teneriffa gebracht wurde. Es soll sich hier um ein Geschenk an De Lugo von den Herzogsleuten von Medina Sidonia handeln. Man kann dieses wertvolle Werk im Franziskanerkloster von San Miguel in La Laguna (Real Santuario del Santísimo Cristo de La Laguna) auch außerhalb der Prozession bewundern.
Am 9. September jeden Jahres wird die Christus-Statue in die Kathedrale von La Laguna getragen. Haupttag der Festlichkeiten ist jedoch der 14. September, an dem das Heiligenbild zurück zu seinem Standort im Franziskanerkloster San Miguel de las Victorias gebracht wird. Nach der sehenswerten Prozession findet ein Feuerwerk mit anschließendem Tanz statt.